# Geissorhiza ramosa
Geissorhiza ramosa là một loài thực vật có hoa trong họ Diên vĩ. Loài này được Ker Gawl. ex Klatt miêu tả khoa học đầu tiên năm 1866.